# Tour de Ski 2015/2016
De Tour de Ski 2015/2016 was de tiende editie van de Tour de Ski, een langlaufwedstrijd over verschillende etappen. Het begon op 1 januari 2016 in Lenzerheide en eindigde op 10 januari 2016 in Val di Fiemme. Deze Tour de Ski maakte deel uit van de wereldbeker langlaufen 2015/2016. De Noor Martin Johnsrud Sundby bij de mannen en de Noorse Therese Johaug bij de vrouwen schreven deze Tour de Ski op hun naam. 

## Etappeschema
| Datum      | Plaats        | Etappe                        | Mannen                  | Vrouwen                 |
| ---------- | ------------- | ----------------------------- | ----------------------- | ----------------------- |
| 01/01/2016 | Lenzerheide   | Sprint                        | Vrije stijl             | Vrije stijl             |
| 02/01/2016 | Lenzerheide   | Massastart                    | 30 km (klassieke stijl) | 15 km (klassieke stijl) |
| 03/01/2016 | Lenzerheide   | Achtervolging (handicapstart) | 10 km (vrije stijl)     | 5 km (vrije stijl)      |
| 05/01/2016 | Oberstdorf    | Sprint                        | Klassieke stijl         | Klassieke stijl         |
| 06/01/2016 | Oberstdorf    | Massastart                    | 15 km (klassieke stijl) | 10 km (klassieke stijl) |
| 08/01/2016 | Toblach       | Intervalstart                 | 10 km (vrije stijl)     | 5 km (vrije stijl)      |
| 09/01/2016 | Val di Fiemme | Massastart                    | 15 km (klassieke stijl) | 10 km (klassieke stijl) |
| 10/01/2016 | Val di Fiemme | Achtervolging (handicapstart) | 9 km (vrije stijl)      | 9 km (vrije stijl)      |

## Wereldbekerpunten
De beste dertig van de Tour de Ski ontvangen viermaal het aantal wereldbekerpunten dat zij zouden ontvangen voor dezelfde positie tijdens een reguliere wereldbekerwedstrijd, De winnaar ontvangt 400 punten, de nummer twee 320 enzovoort. Voor een etappezege ontvangt de winnaar de helft van de punten ten opzichte van winst in een reguliere wedstrijd, voor plaats twee tot en met dertig geldt een andere verdeling dan 50% procent van de wereldbekerpunten.
| Plaats     | 1   | 2   | 3   | 4   | 5   | 6   | 7   | 8   | 9   | 10  | 11 | 12 | 13 | 14 | 15 | 16 | 17 | 18 | 19 | 20 | 21 | 22 | 23 | 24 | 25 | 26 | 27 | 28 | 29 | 30 |
| ---------- | --- | --- | --- | --- | --- | --- | --- | --- | --- | --- | -- | -- | -- | -- | -- | -- | -- | -- | -- | -- | -- | -- | -- | -- | -- | -- | -- | -- | -- | -- |
| Klassement | 400 | 320 | 240 | 200 | 180 | 160 | 144 | 128 | 116 | 104 | 96 | 88 | 80 | 72 | 64 | 60 | 56 | 52 | 48 | 44 | 40 | 36 | 32 | 28 | 24 | 20 | 16 | 12 | 8  | 4  |
| Etappes    | 50  | 46  | 43  | 40  | 37  | 34  | 32  | 30  | 28  | 26  | 24 | 22 | 20 | 18 | 16 | 15 | 14 | 13 | 12 | 11 | 10 | 9  | 8  | 7  | 6  | 5  | 4  | 3  | 2  | 1  |

## Klassementen

### Algemeen klassement
| Mannen | Mannen                 | Mannen | Mannen    |
| #      | Naam                   | Land   | Tijd      |
| ------ | ---------------------- | ------ | --------- |
| 1      | Martin Johnsrud Sundby | NOR    | 3:47.18,2 |
| 2      | Finn Hågen Krogh       | NOR    | + 3.15,7  |
| 3      | Sergej Oestjoegov      | RUS    | + 3.43,8  |
| 4      | Petter Northug         | NOR    | + 4.35,6  |
| 5      | Aleksej Poltoranin     | KAZ    | + 4.38,3  |
| 6      | Sjur Røthe             | NOR    | + 4.58,1  |
| 7      | Didrik Tønseth         | NOR    | + 5.44,4  |
| 8      | Niklas Dyrhaug         | NOR    | + 5.51,8  |
| 9      | Francesco De Fabiani   | ITA    | + 6.26,2  |
| 10     | Emil Iversen           | NOR    | + 6.33,4  |

| Vrouwen | Vrouwen                  | Vrouwen | Vrouwen   |
| #       | Naam                     | Land    | Tijd      |
| ------- | ------------------------ | ------- | --------- |
| 1       | Therese Johaug           | NOR     | 2:40.34,8 |
| 2       | Ingvild Flugstad Østberg | NOR     | + 2.20,9  |
| 3       | Heidi Weng               | NOR     | + 3.13,9  |
| 4       | Charlotte Kalla          | SWE     | + 7.45,4  |
| 5       | Kerttu Niskanen          | FIN     | + 7.52,0  |
| 6       | Ragnhild Haga            | NOR     | + 8.29,7  |
| 7       | Anne Kyllönen            | FIN     | + 8.46,2  |
| 8       | Krista Pärmäkoski        | FIN     | + 9.13,9  |
| 9       | Laura Mononen            | FIN     | + 10.53,1 |
| 10      | Jessica Diggins          | USA     | + 11.20,4 |

### Sprintklassement
| Mannen | Mannen                 | Mannen | Mannen |
| #      | Naam                   | Land   | Tijd   |
| ------ | ---------------------- | ------ | ------ |
| 1      | Martin Johnsrud Sundby | NOR    | 237 s  |
| 2      | Finn Hågen Krogh       | NOR    | 142 s  |
| 3      | Petter Northug         | NOR    | 142 s  |
| 4      | Sergej Oestjoegov      | RUS    | 134 s  |
| 5      | Didrik Tønseth         | NOR    | 113 s  |
| 6      | Aleksej Poltoranin     | KAZ    | 98 s   |
| 7      | Dario Cologna          | SUI    | 84 s   |
| 8      | Emil Iversen           | NOR    | 71 s   |
| 9      | Ristomatti Hakola      | FIN    | 70 s   |
| 10     | Alex Harvey            | CAN    | 50 s   |

| Vrouwen | Vrouwen                  | Vrouwen | Vrouwen |
| #       | Naam                     | Land    | Tijd    |
| ------- | ------------------------ | ------- | ------- |
| 1       | Ingvild Flugstad Østberg | NOR     | 205 s   |
| 2       | Therese Johaug           | NOR     | 162 s   |
| 3       | Heidi Weng               | NOR     | 143 s   |
| 4       | Ida Ingemarsdotter       | SWE     | 110 s   |
| 5       | Stina Nilsson            | SWE     | 88 s    |
| 6       | Krista Pärmäkoski        | FIN     | 65 s    |
| 7       | Jessica Diggins          | USA     | 63 s    |
| 8       | Sandra Ringwald          | GER     | 53 s    |
| 9       | Ragnhild Haga            | NOR     | 49 s    |
| 10      | Anne Kyllönen            | FIN     | 48 s    |

## Etappes

### Etappe 1
| Mannen | Mannen                 | Mannen | Mannen |
| #      | Naam                   | Land   | Tijd   |
| ------ | ---------------------- | ------ | ------ |
| 1      | Federico Pellegrino    | ITA    | 60 s   |
| 2      | Sergej Oestjoegov      | RUS    | 56 s   |
| 3      | Finn Hågen Krogh       | NOR    | 52 s   |
| 4      | Martin Johnsrud Sundby | NOR    | 48 s   |
| 5      | Emil Jönsson           | SWE    | 44 s   |
| 6      | Dario Cologna          | SUI    | 42 s   |
| 7      | Petter Northug         | NOR    | 40 s   |
| 8      | Renaud Jay             | FRA    | 38 s   |
| 9      | Sebastian Eisenlauer   | GER    | 36 s   |
| 10     | Didrik Tønseth         | NOR    | 34 s   |

| Vrouwen | Vrouwen                  | Vrouwen | Vrouwen |
| #       | Naam                     | Land    | Tijd    |
| ------- | ------------------------ | ------- | ------- |
| 1       | Maiken Caspersen Falla   | NOR     | 60 s    |
| 2       | Ida Ingemarsdotter       | SWE     | 56 s    |
| 3       | Ingvild Flugstad Østberg | NOR     | 52 s    |
| 4       | Sophie Caldwell          | USA     | 48 s    |
| 5       | Astrid Jacobsen          | NOR     | 44 s    |
| 6       | Stina Nilsson            | SWE     | 42 s    |
| 7       | Sadie Bjornsen           | USA     | 40 s    |
| 8       | Jessica Diggins          | USA     | 38 s    |
| 9       | Hanna Kolb               | GER     | 36 s    |
| 10      | Vesna Fabjan             | SLO     | 34 s    |

### Etappe 2
| Mannen | Mannen                 | Mannen | Mannen    |
| #      | Naam                   | Land   | Tijd      |
| ------ | ---------------------- | ------ | --------- |
| 1      | Martin Johnsrud Sundby | NOR    | 1:14.48,3 |
| 2      | Petter Northug         | NOR    | + 34,6    |
| 3      | Didrik Tønseth         | NOR    | + 35,1    |
| 4      | Sjur Røthe             | NOR    | + 35,6    |
| 5      | Aleksej Poltoranin     | KAZ    | + 36,8    |
| 6      | Jevgeni Belov          | RUS    | + 43,7    |
| 7      | Alex Harvey            | CAN    | + 54,4    |
| 8      | Sergej Oestjoegov      | RUS    | + 1.01,6  |
| 9      | Finn Hågen Krogh       | NOR    | + 1.15,6  |
| 10     | Aleksandr Bessmertnych | RUS    | + 1.22,3  |

| Vrouwen | Vrouwen                  | Vrouwen | Vrouwen  |
| #       | Naam                     | Land    | Tijd     |
| ------- | ------------------------ | ------- | -------- |
| 1       | Therese Johaug           | NOR     | 41.26,4  |
| 2       | Ingvild Flugstad Østberg | NOR     | + 37,9   |
| 3       | Heidi Weng               | NOR     | + 1.16,2 |
| 4       | Anne Kyllönen            | FIN     | + 1.32,7 |
| 5       | Kerttu Niskanen          | FIN     | + 1.32,9 |
| 6       | Charlotte Kalla          | SWE     | + 1.33,6 |
| 7       | Laura Mononen            | FIN     | + 2.19,3 |
| 8       | Teresa Stadlober         | AUT     | + 2.21,6 |
| 9       | Ragnhild Haga            | NOR     | + 2.23,9 |
| 10      | Krista Pärmäkoski        | FIN     | + 2.30,7 |

### Etappe 3
| Mannen | Mannen                 | Mannen | Mannen   |
| #      | Naam                   | Land   | Tijd     |
| ------ | ---------------------- | ------ | -------- |
| 1      | Martin Johnsrud Sundby | NOR    | 21.44,7  |
| 2      | Petter Northug         | NOR    | + 1.25,2 |
| 3      | Finn Hågen Krogh       | NOR    | + 1.50,2 |
| 4      | Sergej Oestjoegov      | RUS    | + 1.50,2 |
| 5      | Sjur Røthe             | NOR    | + 1.52,9 |
| 6      | Didrik Tønseth         | NOR    | + 1.54,7 |
| 7      | Aleksej Poltoranin     | KAZ    | + 2.32,3 |
| 8      | Dario Cologna          | SUI    | + 2.32,9 |
| 9      | Alex Harvey            | CAN    | + 2.35,0 |
| 10     | Jevgeni Belov          | RUS    | + 2.35,1 |

| Vrouwen | Vrouwen                  | Vrouwen | Vrouwen  |
| #       | Naam                     | Land    | Tijd     |
| ------- | ------------------------ | ------- | -------- |
| 1       | Ingvild Flugstad Østberg | NOR     | 13.02,3  |
| 2       | Therese Johaug           | NOR     | + 9,3    |
| 3       | Heidi Weng               | NOR     | + 2.03,6 |
| 4       | Charlotte Kalla          | SWE     | + 2.30,8 |
| 5       | Anne Kyllönen            | FIN     | + 2.37,2 |
| 6       | Kerttu Niskanen          | FIN     | + 2.41,7 |
| 7       | Krista Pärmäkoski        | FIN     | + 3.27,8 |
| 8       | Jessica Diggins          | USA     | + 3.27,9 |
| 9       | Sadie Bjornsen           | USA     | + 3.28,6 |
| 10      | Ragnhild Haga            | NOR     | + 3.29,3 |

### Etappe 4
| Mannen | Mannen                 | Mannen | Mannen |
| #      | Naam                   | Land   | Tijd   |
| ------ | ---------------------- | ------ | ------ |
| 1      | Emil Iversen           | NOR    | 60 s   |
| 2      | Sergej Oestjoegov      | RUS    | 56 s   |
| 3      | Aleksej Poltoranin     | KAZ    | 52 s   |
| 4      | Martin Johnsrud Sundby | NOR    | 48 s   |
| 5      | Petter Northug         | NOR    | 44 s   |
| 6      | Sebastian Eisenlauer   | GER    | 42 s   |
| 7      | Oskar Svensson         | SWE    | 40 s   |
| 8      | Ristomatti Hakola      | FIN    | 38 s   |
| 9      | Anssi Pentsinen        | FIN    | 36 s   |
| 10     | Len Valjas             | CAN    | 34 s   |

| Vrouwen | Vrouwen                  | Vrouwen | Vrouwen |
| #       | Naam                     | Land    | Tijd    |
| ------- | ------------------------ | ------- | ------- |
| 1       | Sophie Caldwell          | USA     | 60 s    |
| 2       | Heidi Weng               | NOR     | 56 s    |
| 3       | Ingvild Flugstad Østberg | NOR     | 52 s    |
| 4       | Ida Ingemarsdotter       | SWE     | 48 s    |
| 5       | Therese Johaug           | NOR     | 44 s    |
| 6       | Stina Nilsson            | SWE     | 42 s    |
| 7       | Sandra Ringwald          | GER     | 40 s    |
| 8       | Ragnhild Haga            | NOR     | 38 s    |
| 9       | Krista Pärmäkoski        | FIN     | 36 s    |
| 10      | Laura Mononen            | FIN     | 34 s    |

### Etappe 5
| Mannen | Mannen               | Mannen | Mannen  |
| #      | Naam                 | Land   | Tijd    |
| ------ | -------------------- | ------ | ------- |
| 1      | Aleksej Poltoranin   | KAZ    | 35.35,9 |
| 2      | Dario Cologna        | SUI    | + 0,1   |
| 3      | Francesco De Fabiani | ITA    | + 0,6   |
| 4      | Niklas Dyrhaug       | NOR    | + 0,7   |
| 5      | Didrik Tønseth       | NOR    | + 1,3   |
| 6      | Aleksandr Legkov     | RUS    | + 3,6   |
| 7      | Matti Heikkinen      | FIN    | + 4,1   |
| 8      | Andreas Katz         | GER    | + 6,0   |
| 9      | Petter Northug       | NOR    | + 10,0  |
| 10     | Sergej Oestjoegov    | RUS    | + 10,9  |

| Vrouwen | Vrouwen                  | Vrouwen | Vrouwen  |
| #       | Naam                     | Land    | Tijd     |
| ------- | ------------------------ | ------- | -------- |
| 1       | Therese Johaug           | NOR     | 26.37,9  |
| 2       | Ingvild Flugstad Østberg | NOR     | + 9,9    |
| 3       | Heidi Weng               | NOR     | + 19,7   |
| 4       | Ragnhild Haga            | NOR     | + 1.12,0 |
| 5       | Anne Kyllönen            | FIN     | + 1.12,7 |
| 6       | Ida Ingemarsdotter       | SWE     | + 1.13,4 |
| 7       | Kerttu Niskanen          | FIN     | + 1.15,0 |
| 8       | Charlotte Kalla          | SWE     | + 1.33,1 |
| 9       | Maria Rydqvist           | SWE     | + 1.34,3 |
| 10      | Denise Herrmann          | GER     | + 1.34,9 |

### Etappe 6
| Mannen | Mannen                 | Mannen | Mannen  |
| #      | Naam                   | Land   | Tijd    |
| ------ | ---------------------- | ------ | ------- |
| 1      | Finn Hågen Krogh       | NOR    | 22.07,8 |
| 2      | Martin Johnsrud Sundby | NOR    | + 3,6   |
| 3      | Maurice Manificat      | FRA    | + 14,6  |
| 4      | Sergej Oestjoegov      | RUS    | + 16,0  |
| 5      | Hans Christer Holund   | NOR    | + 18,0  |
| 6      | Jevgeni Belov          | RUS    | + 19,2  |
| 7      | Dario Cologna          | SUI    | + 22,3  |
| 8      | Emil Iversen           | NOR    | + 23,1  |
| 9      | Stanislav Volzjentsev  | RUS    | + 29,0  |
| 10     | Aleksandr Bessmertnych | RUS    | + 31,3  |

| Vrouwen | Vrouwen                  | Vrouwen | Vrouwen |
| #       | Naam                     | Land    | Tijd    |
| ------- | ------------------------ | ------- | ------- |
| 1       | Jessica Diggins          | USA     | 13.15,5 |
| 2       | Heidi Weng               | NOR     | + 0,9   |
| 3       | Ingvild Flugstad Østberg | NOR     | + 1,5   |
| 4       | Ragnhild Haga            | NOR     | + 8,4   |
| 5       | Therese Johaug           | NOR     | + 9,6   |
| 6       | Kerttu Niskanen          | FIN     | + 11,5  |
| 7       | Charlotte Kalla          | SWE     | + 12,3  |
| 8       | Denise Herrmann          | GER     | + 15,7  |
| 9       | Stefanie Böhler          | GER     | + 20,5  |
| 10      | Teresa Stadlober         | AUT     | + 22,2  |

### Etappe 7
| Mannen | Mannen                 | Mannen | Mannen  |
| #      | Naam                   | Land   | Tijd    |
| ------ | ---------------------- | ------ | ------- |
| 1      | Martin Johnsrud Sundby | NOR    | 39.55,2 |
| 2      | Niklas Dyrhaug         | NOR    | + 7,7   |
| 3      | Aleksej Poltoranin     | KAZ    | + 12,6  |
| 4      | Francesco De Fabiani   | ITA    | + 30,2  |
| 5      | Finn Hågen Krogh       | NOR    | + 30,9  |
| 6      | Emil Iversen           | NOR    | + 31,0  |
| 7      | Alex Harvey            | CAN    | + 31,3  |
| 8      | Didrik Tønseth         | NOR    | + 32,0  |
| 9      | Martin Jakš            | CZE    | + 33,4  |
| 10     | Hans Christer Holund   | NOR    | + 33,6  |

| Vrouwen | Vrouwen                     | Vrouwen | Vrouwen  |
| #       | Naam                        | Land    | Tijd     |
| ------- | --------------------------- | ------- | -------- |
| 1       | Heidi Weng                  | NOR     | 29.16,3  |
| 2       | Ingvild Flugstad Østberg    | NOR     | + 0,8    |
| 3       | Therese Johaug              | NOR     | + 6,2    |
| 4       | Krista Pärmäkoski           | FIN     | + 17,4   |
| 5       | Charlotte Kalla             | SWE     | + 55,1   |
| 6       | Kerttu Niskanen             | FIN     | + 59,0   |
| 7       | Virginia De Martin Topranin | ITA     | + 1.03,8 |
| 8       | Teresa Stadlober            | AUT     | + 1.06,7 |
| 9       | Sadie Bjornsen              | USA     | + 1.12,6 |
| 10      | Laura Mononen               | FIN     | + 1.16,9 |

### Etappe 8
| Mannen | Mannen                 | Mannen | Mannen  |
| #      | Naam                   | Land   | Tijd    |
| ------ | ---------------------- | ------ | ------- |
| 1      | Martin Johnsrud Sundby | NOR    | 30.47,0 |
| 2      | Robin Duvillard        | FRA    | + 7,2   |
| 3      | Matti Heikkinen        | FIN    | + 11,8  |
| 4      | Finn Hågen Krogh       | NOR    | + 14,3  |
| 5      | Jevgeni Belov          | RUS    | + 18,9  |
| 6      | Aleksandr Legkov       | RUS    | + 30,6  |
| 7      | Sjur Røthe             | NOR    | + 30,9  |
| 8      | Maurice Manificat      | FRA    | + 31,8  |
| 9      | Paul Constantin Pepene | ROU    | + 34,5  |
| 10     | Toni Livers            | SUI    | + 38,8  |

| Vrouwen | Vrouwen                | Vrouwen | Vrouwen  |
| #       | Naam                   | Land    | Tijd     |
| ------- | ---------------------- | ------- | -------- |
| 1       | Therese Johaug         | NOR     | 33.14,8  |
| 2       | Heidi Weng             | NOR     | + 1.25,9 |
| 3       | Elizabeth Stephen      | USA     | + 1.29,5 |
| 4       | Ragnhild Haga          | NOR     | + 1.36,2 |
| 5       | Charlotte Kalla        | SWE     | + 1.38,1 |
| 6       | Kerttu Niskanen        | FIN     | + 1.43,0 |
| 7       | Natalie Von Siebenthal | SUI     | + 1.53,3 |
| 8       | Maria Rydqvist         | SWE     | + 1.58,7 |
| 9       | Anne Kyllönen          | FIN     | + 2.15,7 |
| 10      | Stefanie Böhler        | GER     | + 2.26,9 |

## Klassementsleiders na elke etappe
| Etappe | Mannen                 | Mannen                 | Vrouwen                  | Vrouwen                  |
| Etappe | Algemeen klassement    | Puntenklassement       | Algemeen klassement      | Puntenklassement         |
| ------ | ---------------------- | ---------------------- | ------------------------ | ------------------------ |
| 1      | Federico Pellegrino    | Federico Pellegrino    | Maiken Caspersen Falla   | Maiken Caspersen Falla   |
| 2      | Martin Johnsrud Sundby | Martin Johnsrud Sundby | Therese Johaug           | Ingvild Flugstad Østberg |
| 3      | Martin Johnsrud Sundby | Martin Johnsrud Sundby | Ingvild Flugstad Østberg | Ingvild Flugstad Østberg |
| 4      | Martin Johnsrud Sundby | Martin Johnsrud Sundby | Ingvild Flugstad Østberg | Ingvild Flugstad Østberg |
| 5      | Martin Johnsrud Sundby | Martin Johnsrud Sundby | Ingvild Flugstad Østberg | Ingvild Flugstad Østberg |
| 6      | Martin Johnsrud Sundby | Martin Johnsrud Sundby | Ingvild Flugstad Østberg | Ingvild Flugstad Østberg |
| 7      | Martin Johnsrud Sundby | Martin Johnsrud Sundby | Ingvild Flugstad Østberg | Ingvild Flugstad Østberg |
| 8      | Martin Johnsrud Sundby | Martin Johnsrud Sundby | Therese Johaug           | Ingvild Flugstad Østberg |